# Фолк-хоррор

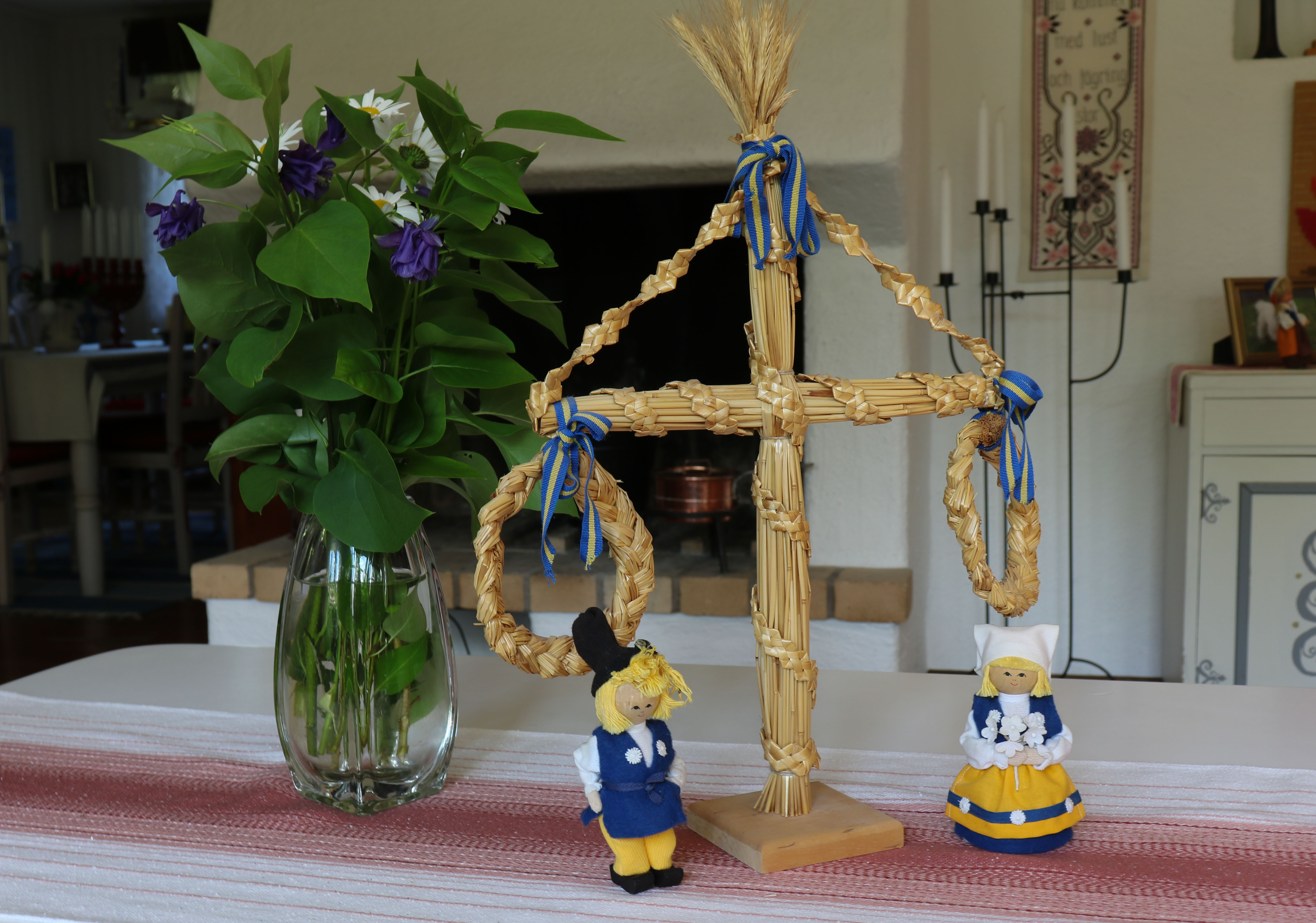
Украшения для праздника летнего солнцестояния в Швеции

Фолк-хоррор (англ. Folk horror) — поджанр фильмов ужасов, использующий элементы фольклора, народных преданий и легенд для построения сюжета и передачи саспенса.

## Происхождение термина
Происхождение термина неразрывно связывают с фильмом «Кровь на когтях Сатаны» Пирса Хэггарда. Впервые термин встречается в 1970 году в журнале Kine Weekly с рецензией на этот фильм. Затем, уже в начале 2000-х годов, сам режиссёр Пирс Хэггард использует термин «фолк-хоррор» для описания своего фильма. В 2010 году режиссёр Марк Гэтисс в документальным фильме BBC «История хоррора» объединяет три фильма «Кровь на когтях Сатаны», «Великий инквизитор» и «Плетёный человек» под термином «фолк-хоррор», и с этого момента слово прочно закрепляется в кинокритике. Другими словами, можно заключить, что термин появился в XXI веке для описания специфических фильмов ужасов снятых в веке ХХ.

## Особенности и история жанра
Адам Сковелл, писатель, режиссёр и создатель блога Celluloid Wicker Man, в своей книге «Folk Horror: Hours Dreadful and Things Strange» изложил несколько фундаментальных черт фильмов ужасов в жанре фолк-хоррор: изоляция, ландшафт и мораль. Локации, показанные в таких фильмах, должны быть отделены от «внешнего мира», либо показана изолированная по культурным или национальным особенностям группа (община, секта). Так как местность, как правило, изолирована, её пейзаж особенный: нетронутая природа или лес с остатками древних святилищ. При этом обособленной группе, живущей на особенной территории, присуща специфическая мораль, которая всем остальным представляется антиморалью. У этих людей особые, в том числе, дохристианские или антихристианские верования. «Поскольку действие большинства классических фолк-хорроров происходит в Британии или Новой Англии (США), то источником мировоззрения персонажей часто становятся кельтские верования, вернее их сохранившиеся фрагменты», — заключает историк кино В. В. Кондаков. Самой же любопытной деталью в жанре можно назвать то, что фильм может быть как сверхъестественным, так и реалистическим.
В начале 80-х годов, намечается некоторый упадок жанра, только с 2011 года фолк-хоррор наконец-то возвращает себе былое величие. Причем немалый вклад в новую популяризацию жанра внес Ари Астер, который заявил, что его фильм «Солнцестояние» — фолк-хоррор. В России жанр не имел значительной популярности. Некоторые критики склонны относить фильм «Вий» к образчикам жанра на русском языке. Кроме того, очевидное влияние традиции прослеживается в творчестве Святослава Подгаевского и сериале «Территория».

## Фильмография
- 1920 — Голем / Der Golem, wie er in die Welt kam
- 1922 — Ведьмы / Häxan
- 1937 — Дибук / The Dybbuk
- 1941 — Человек-волк / The Wolf Man
- 1959 — История призрака Ёцуя / 東海道四谷怪談
- 1960 — Город мёртвых / Angel Heart
- 1964 — Женщина-демон, или Онибаба / 鬼婆
- 1968 — Великий инквизитор / Witchfinder General
- 1968 — Проклятие тёмно-красного алтаря / Curse of the Crimson Altar
- 1968 — Выход дьявола / The Devil Rides Out
- 1970 — Печать Дьявола /  Mark of the Devil
- 1970 — Валерия и неделя чудес /  Valerie a týden divů
- 1971 — Кровь на когтях Сатаны / Blood on Satan’s Claw
- 1972 — Печать Дьявола 2 / Mark of the Devil Part 2
- 1973 — Плетёный человек / The Wicker Man
- 1974 — Капитан Кронос: Охотник на вампиров / Captain Kronos: Vampire Hunter
- 1977 (2003) — На смертном одре: Постель-людоед
- 1984 — Дети кукурузы / The City of the Dead
- 1987 — The Boxer’s Omen / The Boxer’s Omen
- 1987 — Сердце Ангела / Angel Heart
- 1988 — Логово белого червя / The Lair of the White Worm
- 1988 — Тыквоголовый /  Pumpkinhead
- 1988 — Ночь демонов /  Night of the Demons
- 1988 — Змей и радуга /  The Serpent And The Rainbow
- 1992 — Кэндимэн / Candyman
- 1999 — Ведьма из Блэр: Курсовая с того света / The Blair Witch Project
- 1999 — Людоед /  Ravenous
- 2001 — Вендиго / Wendigo
- 2005 — Тёмные силы / The Dark
- 2005 — Дом, милый дом / Home Sweet Home
- 2007 — Кошелёк или жизнь /  Trick 'r Treat
- 2009 — Дикая охота / The Wild Hunt
- 2009 — Wake Wood / Wake Wood
- 2010 — Гробница /  The Shrine
- 2010 — Чёрная смерть / Angel Heart
- 2011 — Красная Шапочка /  Red Riding Hood
- 2011 — Список смертников /  Kill List
- 2013 — A Field in England / A Field in England
- 2013 — Жертвенный лик /  Jug Face
- 2015 — Ведьма / The VVitch: A New-England Folktale
- 2015 — Из тьмы / The Hallow
- 2015 — Jordskott / Jordskott
- 2015 — Крампус /  Krampus
- 2016 — Вопль / 곡성
- 2017 — Ритуал /  The Ritual
- 2017 — Кровавые земли / Tokë Gjaku
- 2018 — Апостол / Apostle
- 2018 — Призрак / Draug
- 2018 — The Field Guide to Evil / The Field Guide to Evil
- 2019 — Проклятие плачущей / The Curse of La Llorona
- 2019 — Солнцестояние / Midsommar
- 2019 — Гретель и Гензель /  Gretel & Hansel
- 2019 — Агнце / Lamd
- 2021 — The Fear Street Trilogy[англ.]
- 2024 — Проклятые / The Damned

## Фолк-хоррор в литературе
Творчество Г. Ф. Лавкрафта изобилует образами и сюжетами, использующимися в фолк-хоррорах — рассказы Модель для Пикмана, Грёзы в ведьмовском доме, посвященный процессу над Салемскими ведьмами, а также рассказ Тень над Инсмутом. В последнем произведении Лавкрафт объединяет легенды английских мореплавателей о русалках и мифологию древних шумеров. Большую популярность за рубежом приобрел сборник коротких рассказов Элвина Шварца «Страшные истории для рассказа в темноте». В фольклоре американских индейцев апачи находил вдохновение ещё один американский писатель — Мэнли Веллман. Характерные для жанра фолк-хоррора образы — глубокая провинция и мистические события — используются в одном из самых популярных романов Шерли Джексон «Лотерея». Похожие мотивы и образы встречаются также у таких писателей как Джеймс Герберт в его романе «Однажды», в романе ужасов «Дом урожая» Тома Трайона и романе «Дьявол всегда здесь» Дональда Рэй Поллока. В 2020-м году книга была экранизирована. Фильм, в целом, получил сдержанные отзывы критиков.